# Orgelspiele Mecklenburg-Vorpommern
Die Orgelspiele Mecklenburg-Vorpommern ist ein Orgelfestival in Mecklenburg-Vorpommern, das insbesondere historische Orgeln in Dörfern und Kleinstädten des Landes in den Blick nimmt. Seit 2019 finden an drei verlängerten Wochenenden im Mai in drei immer unterschiedlichen Regionen des Landes Konzerte und musikalische Gottesdienste statt. 
Die Ziele des Festivals sind: u. a. die Präsentation der historischen Orgellandschaft des Landes, insbesondere der romantischen Orgeln und die Förderung des immateriellen UNESCO-Weltkulturerbes „Orgelbau und Orgelmusik“. Zum Konzept gehört die Zusammenarbeit mit Kirchengemeinden oder Fördervereinen in den Spielorten. Zum Festival gehört auch ein Projekt zur Musikvermittlung.
Medienpartner ist der Norddeutsche Rundfunk.

## Struktur und Aufbau
Das Festival wurde 2018 gegründet. Träger des Festivals ist der gemeinnützige Verein Windladen e. V., dessen Vorstand Andrea Aßelborn ist. Der Verein hat seinen Sitz in Zarnewanz bei Selmsdorf. Franz Danksagmüller (Professor an der Musikhochschule Lübeck) ist der künstlerische Leiter. Friedrich Drese setzt als Orgelsachverständiger und Leiter des Orgelmuseums Malchow Impulse bei der Auswahl der Spielorte.

## Programm und Künstler
Das Programm der Orgelspiele Mecklenburg-Vorpommern widmet sich folgenden Schwerpunkten:
- Konzerte mit Musikern aus Mecklenburg-Vorpommern
- Konzerte und Projekte mit Studierenden der Kirchenmusik
- Konzerte mit ausländischen Musikern

Die Konzerte nehmen nach Möglichkeit das Besondere des Konzertorts, der Spielstätte oder der Orgel auf.
Bisher waren u. a. folgende Künstler, Musiker und Ensembles zu Gast:
- Stephen Bronk (Bariton), Berlin
- Franz Danksagmüller (Orgel), Lübeck
- Friedrich Drese (Orgel), Malchow
- Ensemble 1684 (Leitung Gregor Meyer), Leipzig
- Johannes Fischer (Schlagwerk), Lübeck
- Arvid Gast (Orgel), Lübeck
- Ludwig-Christian Glockzin (Sprecher), Dassow
- Semjon Kalinowsky (Viola), Lübeck
- Karl-Bernhardin Kropf (Orgel), Rostock
- Brita Rehsöft (Gesang), Stove
- Matthias Schneider (Orgel), Hamburg/Greifswald
- Lars Schwarze (Orgel), Stuttgart
- Lukas Storch (Orgel), Neustrelitz

## Spielorte

### 2021
- Kirche Steinhagen
- Dorfkirche Brandshagen
- St.-Jürgen-Kirche Starkow
- Dorfkirche Pütte
- Dorfkirche Reinberg
- St.-Marien-Kirche Stralsund
- Dorfkirche Dreveskirchen
- Dorfkirche Neuburg
- Dorfkirche Dorf Mecklenburg
- Dorfkirche Beidendorf
- Dorfkirche Proseken
- Schlosskirche Deyelsdorf
- St.-Nikolai-Kirche Wotenik
- St.-Margarethen-Kirche Glewitz
- St.-Andreas-Kirche Nehringen
- Dorfkirche Nossendorf

### 2019
- Klosterkirche Zarrentin
- Dorfkirche Dreilützow
- Dorfkirche Lassahn/Schaalsee
- Katholische Kirche Wittenburg
- St.-Vitus-Kirche, Döbbersen
- Dorfkirche Zierke
- Borwinheim, Neustrelitz
- Stadtkirche Neustrelitz
- St. Marien, Wesenberg
- Klosterkirche Rühn
- Klosterkirche Tempzin
- Dorfkirche Ruchow
- Dorfkirche Witzin
- Stadtkirche Brüel

Quelle Spielplan der Orgelfestspiele: